# Sporting de Nampula
Der Sporting Clube de Nampula, besser bekannt als Sporting de Nampula oder nur SC Nampula, ist ein mosambikanischer Fußballverein aus Nampula. Der Verein wurde im Jahr 1948 gegründet und spielt derzeit in der Fase Provincial, der dritthöchsten Spielklasse des Landes.

## Geschichte
Der Verein nahm vor der Unabhängigkeit des Landes an der Mosambikanischen Meisterschaft teil, die Nampula im Jahr 1959 auch gewinnen konnte. Nach der Entstehung der Moçambola spielte Sporting nur gelegentlich in der höchsten Spielklasse, zuletzt im Jahr 2018. Nach dem Abstieg im Jahr 2021 spielt der Verein nur noch in der drittklassigen Liga. Das Vereinswappen weist starke Ähnlichkeiten mit dem des portugiesischen Fußballvereins Sporting CP auf.

## Erfolge
- Mosambikanischer Meister (1): 1956[3]
- Mosambikanischer Zweitligameister (2): 2005, 2017[4]

## Stadion
Die Heimstätte des Sporting de Nampula ist die Estádio Municipal de Muhala mit einer Kapazität von 30.000 Besuchern.